# Antena Internațional
Antena Internațional este un post de televiziune privat din România, înființat în 1 iulie 2006, acesta face parte din trustul media Intact. Postul este adresat românilor din Diaspora.
Antena Internațional cuprinde emisiuni în direct sau înregistrate ale celor patru posturi de televiziune din grupul Intact: Antena 1, Antena Stars, Antena 3 CNN, Happy Channel, doar emisiunile de pe ZU TV nu sunt difuzate.

## Istorie
Antena Internațional este un canal de televiziune al Intact Media Group, adresat românilor din Diaspora.
Este disponibil din 1 iulie 2006 și cuprinde emisiuni în direct sau înregistrate ale celor patru posturi de televiziune din grupul Intact: Antena 1, Antena Stars, Antena 3, Happy Channel, doar emisiunile de pe ZU TV nu sunt difuzate.
Din 28 noiembrie 2016, Antena Internațional alături de celelalte posturi au trecut la formatul 16:9 HD.